# Maalaala Mo Kaya
Maalaala Mo Kaya é uma série de televisão filipina transmitida desde 1991 pela rede ABS-CBN. Tornou-se a série antológica de drama de maior duração na televisão das Filipinas e na Ásia. O programa narra uma história diferente a cada episódio, apresentando situações sobre relacionamentos inspiradas em casos reais vividos por pessoas comuns ou celebridades. Maalaala Mo Kaya foi adaptada para o cinema em 1994, e recebeu uma nomeação ao Emmy Internacional em 2013.